# Program dla Odry 2006
Program dla Odry 2006 – wieloletni program modernizacji Odrzańskiego Systemu Wodnego, przyjęty ustawą z dnia 6 lipca 2001 r. o ustanowieniu programu wieloletniego „Program dla Odry – 2006” (Dz.U.2001.98.1067).

## Zadania programu
- zbudowania systemu biernego i czynnego zabezpieczenia przeciwpowodziowego,
- ochrony środowiska przyrodniczego i czystości wód,
- usunięcia szkód powodziowych,
- prewencyjnego zagospodarowania przestrzennego oraz renaturyzacji ekosystemów,
- zwiększenia lesistości,
- utrzymania i rozwoju żeglugi śródlądowej,
- energetycznego wykorzystania rzek[1].

## Inwestycje
Inwestycje przyjęte do realizacji dla osiągnięcia celów programu:

### Zrealizowane i oddane do użytku
- Zbiornik polderowy Krynka-Przeworno
- Jaz Szczytniki (Wrocław)
- Jaz Bartoszowice (Wrocław)
- Dokończenie budowy Kanału Ulgi w Opolu
- Polder Buków jako I etap budowy zbiornika Racibórz Dolny
- Zbiorniki wodne „Topola” i „Kozielno” na Nysie Kłodzkiej
- Jaz „Lipki”
- Wał okrężny Mokry Dwór
- Śluza Mieszczańska we Wrocławiu (remont)
- Pracze Odrzańskie – odbudowa i modernizacja wałów rzeki Bystrzycy
- Zbiornik przeciwpowodziowy Racibórz Dolny[2]
- pozostałe zrealizowane prace
  - remont sektora jazu Opatowice (dzielnica Wrocławia)
  - pomiary geodezyjne oraz inwentaryzacja obiektów mostowych i budowli hydrotechnicznych na odcinku od jazu Bartoszowice do Mostów Jagiellońskich we Wrocławiu i od Mostów Jagiellońskich do jazu Rędzin (Stara Odra i Kanał Miejski).

### W trakcie realizacji
- Stopień Wodny Malczyce (budowa nowego obiektu)
- Polder Kotowice (budowa nowego obiektu)
- zabezpieczenie przeciwpowodziowe miasta Wleń (budowa obwałowań – nowy obiekt)
- modernizacja wałów przeciwpowodziowych Warty
- zbiornik Wielowieś Klasztorna na Prośnie (budowa nowego obiektu)

### Planowane do realizacji w latach następnych
- zbiorniki w zlewni rzeki Kaczawa w tym:
  - zbiornik suchy Rzymówka na rzece Kaczawie
  - zbiornik retencyjny Grobla na rzece Nysa Mała
  - zbiornik retencyjny Pielgrzymka na rzece Skora
- Budowa jazu Chróścice
- Poprawa stanu ochrony przeciwpowodziowej Lewina Brzeskiego na Nysie Kłodzkiej
- Zabezpieczenie przeciwpowodziowe miasta Lwówek Śląski